# Karl Prestele
Karl Prestele (* 1901 in München; † in Eberfingen) war ein Komponist, Pianist, Organist und Dirigent.

## Leben
Neben dem Besuch des Humanistischen Gymnasiums war er bereits Privatschüler bei Richard Strauss, dann Musikstudium in München und Köln bei Walter Braunfels, Klavier, Musiktheorie, wieder in München bei Hermann Wolfgang von Waltershausen (Satztechnik, Dirigieren), daneben Klavier, Cello, Horn und Oboe. Korrepetitor am Bayerischen Staatstheater. 1930 Umzug  nach Wasserburg am Bodensee. Es folgten fünf Jahre Kriegsdienst. Seine erste Frau verstarb 1943 bei dem Luftangriff auf Darmstadt. In den 1950er Jahren Mitaufbau der Musikschule Lindau. Seine zweite Frau verstarb 1964. Ab 1972 lebte er zurückgezogen in Eberfingen.

## Werke
Sein Œuvre umfasst Streichquartette, Klaviertrios, Sextette, Lieder nach Texten von Herder und Annette von Droste-Hülshoff. 1926 Vertonung des 129. Psalms, uraufgeführt in München durch Ludwig Berberich. Mehrere lateinische und deutsche Messen, 2 Requiems, Choräle und Turmmusik. Dazu kommen Bühnenwerke, Alte Landsknechte eine Münchausen-Legende, aufgeführt mit dem Dresdener Kreuzchor unter Rudolf Mauersberger und Puppenspiele. Als letztes Werk entstand die Überarbeitung eines früheren Werks, Der Komödiant, eine große Kasperle-Oper, deren Aufführung er noch erhoffte, freilich vergeblich.